# Volcán Osorno
Volcán Osorno är en vulkan i Chile. Den ligger i den södra delen av landet, 900 km söder om huvudstaden Santiago de Chile. Toppen på Volcán Osorno är 2 661 meter över havet.
Terrängen runt Volcán Osorno är bergig söderut, men norrut är den kuperad. Volcán Osorno är den högsta punkten i trakten. Runt Volcán Osorno är det glesbefolkat, med 12 invånare per kvadratkilometer.. Närmaste större samhälle är La Ensenada, 12,0 km söder om Volcán Osorno.